# وادی چهوربت
وادی چهوربت (به انگلیسی: Chorbat Valley) یک منطقهٔ مسکونی در پاکستان است که در گلگت-بلتستان واقع شده‌است. وادی چهوربت ۴٬۰۵۲ کیلومتر مربع مساحت و ۲۰٬۰۰۰ نفر جمعیت دارد.